# Bibbona
Bibbona est une commune italienne d'environ 3 300 habitants située dans la province de Livourne, dans la région Toscane, en Italie centrale.

## Monuments et patrimoine
- Fort de Marina di Bibbona
- Murailles de Bibbona
- Réserve naturelle de Bibbona

## Administration
| Période                                  | Période  | Identité        | Étiquette                    | Qualité |
| ---------------------------------------- | -------- | --------------- | ---------------------------- | ------- |
| 2009                                     | 2014     | Fiorella Marini | Lista Civica – Bibbona Unita |         |
| 2014                                     | En cours | Massimo Fedeli  | Lista Civica – Bibbona Unita |         |
| Les données manquantes sont à compléter. |          |                 |                              |         |

### Hameaux
La California, Marina di Bibbona

### Communes limitrophes
Casale Marittimo, Castagneto Carducci, Cecina, Guardistallo, Montecatini Val Di Cecina, Monteverdi Marittimo

## Jumelages
Martillac (France)